# Чудинов, Сергей Михайлович
Сергей Михайлович Чудинов — российский физик, доктор физико-математических наук (1979), профессор, лауреат Государственной премии СССР (1982) .

## Биография
Родился 10 декабря 1935 в г. Пермь.
Окончил физический факультет МГУ (1959).
Работал там же: доцент, профессор 1983—1989) кафедры физики низких температур и сверхпроводимости, заведующий кафедрой кристаллографии и кристаллофизики/физики полимеров и кристаллов (1989—1993).
Читал курсы «Физика узкощелевых полупроводников и полуметаллов», «Кинетика электронов в неупорядоченных средах», «Физика конденсированного состояния вещества».
Кандидат физико-математических наук (1971). Доктор физико-математических наук (1979). Профессор (1982).
Диссертации:
- Исследование энергетического спектра сплавов висмут-сурьма при комбинированном воздействии сильного магнитного поля и давления : диссертация … кандидата физико-математических наук : 01.00.00. — Москва, 1971. — 241 с. : ил.
- Фазовые электронные переходы в магнитном поле : диссертация … доктора физико-математических наук : 01.04.07. — Москва, 1979. — 467 с. : ил.

Соавтор научного открытия «Явление фазовых переходов вещества в магнитном поле» (1974, Н. Б. Брант, Е. А. Свистова, С. М. Чудинов, А. А. Абрикосов. № 156 с приоритетом от 25 июня 1967 г.).

## Награды и премии
Лауреат Государственной премии СССР (1982, совместно с Н. Б. Брандтом) — за цикл работ по предсказанию, обнаружению и исследованию бесщелевых полупроводников и экситонных фаз.

## Из библиографии
- Экспериментальные методы исследования энергетических спектров электронов и фононов в металлах : (Физ. основы / Н. Б. Брандт, С. М. Чудинов. — М.: Изд-во МГУ, 1983. — 405 с. : ил.; 22 см
- Электронная структура металлов : [Учеб. пос. для физ. спец. вузов] / Н. Б. Брандт, С. М. Чудинов. — Москва : Изд-во Моск. ун-та, 1973. — 332 с. : ил.; 22 см.
- Энергетические спектры электронов и фононов в металлах : [Учеб. пос. физ. спец. вузов] / Н. Б. Брандт, С. М. Чудинов. — М.: Изд-во МГУ, 1980. — 340 с. : ил.; 22 см.
- Электроны и фононы в металлах : [Учеб. пос. для физ. спец. вузов] / Н. Б. Брандт, С. М. Чудинов. — 2-е изд., перераб. и доп. — М. : Изд-во МГУ, 1990. — 333,[1] с. : ил.; 22 см; ISBN 5-211-01088-4
- Electronic structure of metals / N. B. Brandt & S. M. Chudinov ; Transl. from the Russ. by V. Afanasyev. — Moscow : Mir, 1975. — 336 с. : ил.; 22 см.
- Nikolaĭ Borisovich Brandt, Sergeĭ Mikhaĭlovich Chudinov, Ya. G. Ponomarev. North-Holland, 1988 — Всего страниц: 550